# さるかめ合戦 (フィリピン)
『さるかめ合戦』（さるかめがっせん）は、フィリピンの民話。日本の民話『さるかに合戦』との類似性が、ホセ・リサールなどによって比較・論考されている。
カメではなく、サルとカエルとする地域もある。

## あらすじ
地域によって細かい描写は異なる。
むかしむかし。サルとカメが川沿いを歩いているとバナナの木が流れてきた。サルとカメは協力してバナナの木を川から拾い上げると、サルはバナナの木の上半分、カメは下半分（根のほう）に山分けすることになった。
サルは実っていたバナナを食べた。カメは木を植え育てた。
時が流れ、サルがもらったバナナの木の上半分は枯れてしまったが、カメがもらった下半分は育って、新たなバナナを実らせた。
バナナの木に登れないカメに、サルは自分がバナナを取ってくると告げ木に登ったが、カメには渡さずに自分でバナナを食べた。怒ったカメは策略を用いてサルを木から落として大けがをさせた（死亡させたというパターンもある）。
怒ったサル（死亡パターンの場合は仲間のサル）はカメを捕らえるが、カメは「自分は泳げないから、川には投げ込まないで」とサルに頼む。それを聞いたサルはカメを川に投げ入れ、カメは悠々と逃げ去った。